# Norbert Konrad
Norbert Konrad (* 1958) ist ein deutscher forensischer Psychiater.
Konrad studierte Medizin in Gießen und Berlin. Seine Facharztanerkennung als Arzt für Neurologie und Psychiatrie erhielt er 1989, die Zusatzbezeichnung Psychotherapie 1993. Von 1993 bis 1996 war Konrad Chefarzt der Abteilung für Forensische Psychiatrie im Sächsischen Krankenhaus für Psychiatrie und Neurologie Arnsdorf. Konrad habilitierte sich 1995. Seit 1996 ist er Chefarzt der Abteilung für Psychiatrie und Psychotherapie des Krankenhauses der Berliner Vollzugsanstalten, aktuell hat er eine Stiftungsprofessur des Berliner Senats für ein Projekt zwischen Charité und Senat. Von Oktober 2016 bis November 2018 war Konrad kommissarischer Direktor des Instituts für forensische Psychiatrie der Berliner Charité, seit dem 1. Dezember 2018 ist er dessen Direktor.
Konrad gehört zu den bekanntesten forensischen Gutachtern der Bundesrepublik. Ein Gutachten-Fall mit besonderer medialer Aufmerksamkeit war Frank Schmökel, der mittlerweile im Maßregelvollzug in der Landesklinik Brandenburg einsitzt.

## Schriften
- Leitfaden der forensisch-psychiatrischen Begutachtung. Definitionen, Beurteilungskriterien und Gutachtenbeispiele im Straf-, Zivil- und Sozialrecht. Thieme, Stuttgart, New York 1996, ISBN 3-13-107141-9.
- Psychiatrische Richtungen und Schuldfähigkeit. Kovač, Hamburg 1996, ISBN 3-86064-370-3.
- Was zeichnet eine gute psychiatrische Versorgung einer Justizvollzugsanstalt aus? In: Herbert Steinböck (Hrsg.): Gewalt durch psychisch Kranke – ein Dilemma (nicht nur) des Maßregelvollzugs? Pabst Science Publishers, Lengerich 2019, ISBN 978-3-95853-512-1, S. 93–102.
- Norbert Konrad, Christian Huchzermeier, Wilfried Rasch: Forensische Psychiatrie und Psychotherapie. Rechtsgrundlagen, Begutachtung und Praxis. 5., erweiterte und überarbeitete  Auflage. Kohlhammer, Stuttgart 2019, ISBN 978-3-17-033642-1.